# Pilot Pen Tennis 2008
Pilot Pen Tennis 2008 var en tennisturnering, som blev spillet i New Haven. Det var den 40ende udgave af Pilot Pen Tennis, og var en del af ATP World Tour 250 Series og ATP World Tour 2008, og Premier Series og 2008 WTA Tour. Den fandt sted på Cullman-Heyman Tennis Center i New Haven, Connecticut, USA, fra 15 August til 23 August, 2008. 

## Finaler

### Herresingle
Marin Čilić –  Mardy Fish, 6–4, 4–6, 6–2
- Det var Marin Čilić's første titel i karriereren.

### Damesingle
Caroline Wozniacki –  Anna Chakvetadze, 3–6, 6–4, 6–1
- Det var Caroline Wozniacki's anden titel i 2008 og samlet i hendes karrierer.

### Herredouble
Marcelo Melo /  André Sá –  Mahesh Bhupathi /  Mark Knowles, 7–5, 6–2

### Damedouble
Květa Peschke /  Lisa Raymond def.  Sorana Cîrstea /  Monica Niculescu, 4–6, 7–5, 10–7